# エーヤワディ地方域
エーヤワディ地方域（エーヤワディちほういき）はミャンマーの行政区画である。
エーヤワディー川（イラワジ川）のデルタ地域に位置する。河川が多い地域だが、橋のインフラが発達しておらず物流環境は劣悪である。

## 地理
ミャンマーの南部に位置し、北はバゴー地方域、東はヤンゴン地方域、北西はラカイン州に接する。南はベンガル湾に面する。

## 隣接行政区画
- ラカイン州
- バゴー地方域
- ヤンゴン地方域

## 行政区画
エーヤワディ地方域は6つの県から構成されている。:
- パテイン県（英語版）
- ヒンタダ県（英語版）
- ミャウンミャ県（英語版）
- マウビン県（英語版）
- ピャポン県（英語版）
- ラブッタ県（英語版）